# Список прем'єр-міністрів Вануату
Прем'єр-міністр Вануату є главою уряду та всієї виконавчої влади в країні.
Відповідно до статті 41 Конституції Вануату прем'єр-міністр призначається парламентом з числа своїх членів. Вибори відбуваються таємним голосуванням.

## Список
|    | Ім'я                         | Початок повноважень | Завершення повноважень | Партія                           |
| 1  | Волтер Ліні                  | 30 липня 1980       | 6 вересня 1991         | Партія Вануаку                   |
| 2  | Дональд Калпокас             | 6 вересня 1991      | 16 грудня 1991         | Партія Вануаку                   |
| 3  | Максим Карлот Корман         | 16 грудня 1991      | 21 грудня 1995         | Союз поміркованих партій         |
| 4  | Серж Вохор                   | 21 грудня 1995      | 23 лютого 1996         | Союз поміркованих партій         |
| 5  | Максим Карлот Корман, вдруге | 23 лютого 1996      | 30 вересня 1996        | Союз поміркованих партій         |
| 6  | Серж Вохор, вдруге           | 30 вересня 1996     | 30 березня 1998        | Союз поміркованих партій         |
| 7  | Дональд Калпокас, вдруге     | 30 березня 1998     | 25 листопада 1999      | Партія Вануаку                   |
| 8  | Барак Сопе                   | 25 листопада 1999   | 13 квітня 2001         | Меланезійська прогресивна партія |
| 9  | Едуард Натапеї               | 13 квітня 2001      | 29 липня 2004          | Партія Вануаку                   |
| 10 | Серж Вохор, втретє           | 29 липня 2004       | 11 грудня 2004         | Союз поміркованих партій         |
| 11 | Гам Ліні                     | 11 грудня 2004      | 22 вересня 2008        | Національна об'єднана партія     |
| 12 | Едуард Натапеї, вдруге       | 22 вересня 2008     | 2 грудня 2010          | Партія Вануаку                   |
| 13 | Сато Кілман                  | 2 грудня 2010       | 24 квітня 2011         | Народна прогресивна партія       |
| 14 | Серж Вохор, вчетверте        | 24 квітня 2011      | 13 травня 2011         | Союз поміркованих партій         |
| 15 | Сато Кілман, вдруге          | 13 травня 2011      | 16 червня 2011         | Народна прогресивна партія       |
| 16 | Едуард Натапеї, втретє       | 16 червня 2011      | 26 червня 2011         | Партія Вануаку                   |
| 17 | Сато Кілман, втретє          | 26 червня 2011      | 23 березня 2013        | Народна прогресивна партія       |
| 18 | Моана Каркассес Калосіль     | 23 березня 2013     | 22 травня 2014         | Зелена Конфедерація              |
| 19 | Джо Натуман                  | 22 травня 2014      | 11 червня 2015         | Партія Вануаку                   |
| 20 | Сато Кілман, учетверте       | 11 червня 2015      | 11 лютого 2016         | Народна прогресивна партія       |
| 21 | Шарлот Салваї                | 11 лютого 2016      | 20 квітня 2020         | Возз'єднання Рух за зміни        |
| 22 | Боб Лафман                   | 20 квітня 2020      |                        | Партія Вануаку                   |